# TIE1
La tirosina quinasa con dominios tipo inmunoglobulina y tipo EGF 1, también conocida como TIE1, es un receptor de angiopoyetina que en humanos está codificado por el gen TIE1.

## Función
TIE1 es una proteína de la superficie celular expresada exclusivamente en células endoteliales; sin embargo, también se ha demostrado que se expresa en células hematopoyéticas inmaduras  y plaquetas. TIE1 regula positivamente las moléculas de adhesión celular (CAM) VCAM-1, E-selectina e ICAM-1 a través de un mecanismo dependiente de p38. La expresión de TIE1 también mejora la unión de células inmunitarias derivadas de monocitos a las células endoteliales. TIE1 tiene un efecto proinflamatorio y puede desempeñar un papel en las enfermedades inflamatorias endoteliales como la aterosclerosis.